# رفاييل سوتو
رفاييل سوتو (بالإسبانية: Rafael Souto)‏ مواليد 24 أكتوبر 1930 في مونتفيدو، هو لاعب كرة قدم أوروغوياني. يلعب كمهاجم. سبق له أن لعب في كأس العالم لكرة القدم مع منتخب بلاده.

## المسيرة الاحترافية

### أندية لعب لها
- ناسيونال مونتيفيديو

## روابط خارجية
- رفاييل سوتو على موقع الاتحاد الدولي (مؤرشف)  (الإنجليزية)
- رفاييل سوتو على موقع قاعدة بيانات كرة القدم.إي يو (الإنجليزية)
- رفاييل سوتو على موقع ناشيونال فوتبول تيمز (الإنجليزية)
- رفاييل سوتو على موقع Soccerway.com (الإنجليزية)
- رفاييل سوتو على موقع عالم كرة القدم.نت (الإنجليزية)